# Come into My Life (Jermaine Jackson)
Come into My Life è il secondo album da solista del cantautore e ballerino statunitense Jermaine Jackson, pubblicato nel 1973 dalla Motown Records.

## Produzione
L'album fu arrangiato da Greg Poree, Fonce Mizell, Freddie Perren, H. B. Barnum, David Van De Pitte, David Blumberg, James Anthony Carmichael e The Corporation. La foto di copertina fu realizzata da Jim Britt. Berry Gordy fu il produttore esecutivo.

## Tracce
1. Sitting on the Edge of My Mind – 4:12 (Charlotte O'Hara, Donald Fletcher, Nita Garfield)
2. You're in Good Hands – 3:17 (Fonce Mizell, Larry Mizell)
3. I Need You More Now Than Ever – 4:06 (Clay McMurray, Marty Coleman, Richard Drapkin)
4. If You Don't Love Me – 2:45 (Pat Livingston, Charles Richard Cason)
5. A Million to One – 2:35 (Phil Medley)
6. The Bigger You Love (The Harder You Fall) – 3:25 (Jerry Marcellino, Mel Larson)
7. Does Your Mama Know about Me – 3:09 (Thomas Chong, Tom Baird)
8. Come into My Life – 2:53 (Jerry Marcellino, Mel Larson, Ron Rancifer)
9. So in Love – 3:38 (Earl Moss)
10. Ma – 4:30 (Norman Whitfield)

## Classifiche
| Classifica (1973)       | Posizione massima |
| ----------------------- | ----------------- |
| Billboard (Stati Uniti) | 152               |
| Album R&B (Stati Uniti) | 30                |

### Singoli
| Anno | Singolo              | Posizioni in classifica | Posizioni in classifica | Posizioni in classifica |
| Anno | Singolo              | Billboard (USA)         | Singoli R&B (USA)       |                         |
| ---- | -------------------- | ----------------------- | ----------------------- | ----------------------- |
| 1973 | You're in Good Hands | 79                      | 35                      |                         |